# 吴振芳
吴振芳（1952年1月—），男，辽宁沈阳人，中华人民共和国政治人物，毕业于大连理工大学海洋石油建筑工程专业，并获得上海交通大学高级工商管理硕士学位。原中国海洋石油总公司党组成员、副总经理。

## 生平
1968年为辽宁省盘锦地区（现盘锦市）唐家农场胜利大队知青。1971年开始进入辽河油田工作。1976年，进入大连工学院水利系海工专业学习。1980年被分配到南海石油勘探部（后更名为中国海洋石油南海西部公司）工作。1983年任中国海洋石油南海西部公司工程部工程管理室副主任。1984年任中国海洋石油南海西部公司建筑安装公司经理。1987年任中国海洋石油南海西部工程公司经理。1993年任中国海洋石油南海西部公司副总经理，香港近海石油服务公司董事。1997年1月任中海石油化学有限公司筹建处主任。2000年6月任中海石油化学有限公司党委书记、总经理，海洋石油富岛股份有限公司董事长。2003年6月任中国海洋石油总公司总经理助理兼气电公司董事长，并于2004年8月任命为中国海洋石油总公司党组成员、副总经理。2013年1月17日，吴振芳不再担任中海油总公司副总经理，因退休免去职务。2014年3月，正式办理退休手续。
2015年3月21日，中央巡视组通知吴振芳进行个别谈话。谈话后，对吴振芳采取“双规”措施。4月2日，吴振芳因涉嫌严重违纪违法被调查。4月17日，吴振芳因涉嫌犯受贿罪被指定居所监视居住。妻子张丽娟也被检方传唤到案。5月6日，张丽娟被刑事拘留，一周后被指定居所监视居住，6月4日被取保候审。6月16日，吴振芳被正式逮捕。6月25日，最高检官网通报北京市检察院第二分院根据北京市检察院指定管辖，依法对最高检交办的吴振芳涉嫌受贿犯罪立案侦查，并采取强制措施。
2016年5月5日，北京市东城区检察院以涉嫌犯受贿罪对吴振芳、张丽娟一同提起公诉，由东城区法院审理本案。检方认定，2008年至2009年间，吴振芳利用职务便利为收购王志良实际控制的和邦化学有限公司提供帮助。2012年至2013年间，吴振芳伙同妻子张丽娟共同收受王志良给付的房屋装修款共170万元。2010年至2014年间，吴振芳收受王志良为其本人及亲友支付的机票款共16万余元。吴振芳对指控事实及罪名均提出异议。张丽娟对被控的事实及罪名均未提出异议，也未辩解。2017年2月报道，东城区法院作出的一审判决认定，吴振芳、张丽娟构成受贿罪。吴振芳和张丽娟退缴全部违法所得，并预缴罚金。法院以吴振芳犯受贿罪，判处有期徒刑3年6个月，并处罚金20万元;以张丽娟犯受贿罪，判处有期徒刑3年，缓刑3年，并处罚金20万元
。